# Tatobotys angustalis
Tatobotys angustalis là một loài bướm đêm trong họ Crambidae.